# サヴォイア君主一覧
サヴォイア君主一覧では、現フランス領のサヴォワ地方を統治した君主について列挙する。
1032年にサヴォワを支配していたブルグント王国が崩壊するとウンベルト・ビアンカマーノは神聖ローマ皇帝コンラート2世に加勢してサヴォワの伯領を与えられた。これがサヴォイア伯国の始まりである。以後、サヴォイア伯は以後一貫してサヴォイア家が所持し、巧みな婚姻政策で領地を広げ、1416年にアメデーオ8世（後に最後の対立教皇フェリックス5世となる）は皇帝ジギスムントによって公に昇爵された（サヴォイア公国）。その後も列強国間の対立を巧みに潜り抜け、ヴィットーリオ・アメデーオ2世は1720年にサルデーニャ島を得ることで王号を獲得した。結果、サヴォワはサルデーニャ王国の一部になるが、それでも拠点はサヴォワに置かれた。しかし、1861年にヴィットーリオ・エマヌエーレ2世がイタリア統一の支持を得る代償としてサヴォワをニースとともにフランスに譲渡したことで長きにわたったサヴォイア家によるサヴォワ支配は終わりを告げた。
|                                  |                  |                   |                 |                                             |
| サヴォイア伯                     |                  |                   |                 |                                             |
| 名前                             | 生年             | 没年              | 統治期間        | 備考                                        |
| ウンベルト・ビアンカマーノ       | * 998年          | † 1048年07月19日  | 1003年 – 1048年 |                                             |
| アメデーオ1世                    | * 1016年         | † 1051年          | 1048年 – 1051年 |                                             |
| オッドーネ                       | * 1023年         | † 1060年03月19日  | 1051年 – 1060年 |                                             |
| アメデーオ2世                    | * 1046年         | † 1080年01月26日  | 1060年 – 1080年 |                                             |
| ピエトロ1世                      | * 1048年         | † 1078年07月09日  | 1060年 – 1078年 |                                             |
| ウンベルト2世                    | * 1071年         | † 1103年10月14日  | 1080年 – 1103年 |                                             |
| アメデーオ3世                    | * 1087年         | † 1148年08月30日  | 1103年 – 1148年 |                                             |
| ウンベルト3世                    | * 1136年08月04日 | † 1189年03月04日  | 1148年 – 1189年 |                                             |
| トンマーゾ1世                    | * 1177年05月20日 | † 1233年03月01日  | 1189年 – 1233年 |                                             |
| アメデーオ4世                    | * 1197年         | † 1254年06月24日  | 1233年 – 1253年 |                                             |
| ボニファーチョ                   | * 1244年12月01日 | † 1263年06月07日  | 1253年 – 1263年 |                                             |
| トンマーゾ2世                    | * 1199年         | † 1259年02月07日  | 1253年 – 1259年 |                                             |
| ピエトロ2世                      | * 1203年         | † 1268年05月16日  | 1263年 – 1268年 |                                             |
| フィリッポ1世                    | * 1207年         | † 1285年08月15日  | 1268年 – 1285年 |                                             |
| アメデーオ5世                    | * 1249年09月04日 | † 1323年10月16日  | 1285年 – 1323年 |                                             |
| エドアルド                       | * 1284年02月08日 | † 1329年11月04日  | 1323年 – 1329年 |                                             |
| アイモーネ                       | * 1291年12月15日 | † 1343年06月22日  | 1329年 – 1343年 |                                             |
| アメデーオ6世                    | * 1334年01月04日 | † 1383年03月01日  | 1343年 – 1383年 |                                             |
| アメデーオ7世                    | * 1360年02月24日 | † 1391年11月01日  | 1383年 – 1391年 |                                             |
| アメデーオ8世                    | * 1383年09月04日 | † 1451年01月06日  | 1391年 – 1416年 |                                             |
| サヴォイア公                     |                  |                   |                 |                                             |
| アメデーオ8世                    | 同上             | 同上              | 1416年 – 1440年 | 1440年–1449年の間、対立教皇 フェリックス5世 |
| ルドヴィーコ                     | * 1413年02月21日 | † 1465年01月 29日 | 1440年 – 1465年 |                                             |
| アメデーオ9世                    | * 1435年01月01日 | † 1472年03月30日  | 1465年 – 1472年 |                                             |
| フィリベルト1世                  | * 1465年08月07日 | † 1482年02月 22日 | 1472年 – 1482年 |                                             |
| カルロ1世                        | * 1468年03月29日 | † 1490年03月13日  | 1482年 – 1490年 |                                             |
| カルロ・ジョヴァンニ・アメデーオ | * 1488年06月23日 | † 1496年04月16日  | 1490年 – 1496年 |                                             |
| フィリッポ2世                    | * 1443年02月05日 | † 1497年11月07日  | 1496年 – 1497年 |                                             |
| フィリベルト2世                  | * 1480年04月10日 | † 1504年11月10日  | 1497年 – 1504年 |                                             |
| カルロ3世                        | * 1486年10月10日 | † 1553年08月17日  | 1504年 – 1553年 |                                             |
| エマヌエーレ・フィリベルト       | * 1528年07月08日 | † 1580年08月30日  | 1553年 – 1580年 |                                             |
| カルロ・エマヌエーレ1世          | * 1562年01月12日 | † 1630年07月26日  | 1580年 – 1630年 |                                             |
| ヴィットーリオ・アメデーオ1世    | * 1587年05月08日 | † 1637年10月07日  | 1630年 – 1637年 |                                             |
| フランチェスコ・ジャチント       | * 1632年09月14日 | † 1638年10月04日  | 1637年 – 1638年 |                                             |
| カルロ・エマヌエーレ2世          | * 1634年06月20日 | † 1675年06月12日  | 1638年 – 1675年 |                                             |
| ヴィットーリオ・アメデーオ2世    | * 1666年05月14日 | † 1732年10月31日  | 1675年 – 1720年 | 1713–1720年間、 シチリア王                  |
| サルデーニャ王を獲得             |                  |                   |                 |                                             |
| ヴィットーリオ・アメデーオ2世    | 同上             | 同上              | 1720年 – 1730年 |                                             |
| カルロ・エマヌエーレ3世          | * 1701年04月27日 | † 1773年02月20日  | 1730年 – 1773年 |                                             |
| ヴィットーリオ・アメデーオ3世    | * 1726年06月26日 | † 1796年10月16日  | 1773年 – 1796年 |                                             |
| カルロ・エマヌエーレ4世          | * 1751年05月24日 | † 1819年10月06日  | 1796年 – 1802年 |                                             |
| ヴィットーリオ・エマヌエーレ1世  | * 1759年07月24日 | † 1824年01月10日  | 1802年 – 1821年 |                                             |
| カルロ・フェリーチェ             | * 1765年04月06日 | † 1831年04月27日  | 1821年 – 1831年 |                                             |
| カルロ・アルベルト               | * 1798年10月02日 | † 1849年07月28日  | 1831年 – 1849年 |                                             |
| ヴィットーリオ・エマヌエーレ2世  | * 1820年03月14日 | † 1878年01月09日  | 1849年 – 1861年 |                                             |